# District de Darrang
Le district de Darrang (assamais : দৰং জিলা) est un district de l'état d’Assam en Inde.

## Géographie
Son chef lieu est Mangaldai. 
Le district compte 928 500 habitants en 2011 pour une superficie de 1 585 km2.
On y trouve trois aires protégées, le Orang national park, le Bornadi Wildlife Sanctuary et une partie du Parc national de Manas.